# Salix wolfii
Salix wolfii är en videväxtart som beskrevs av Michael Schuck Bebb. Salix wolfii ingår i släktet viden, och familjen videväxter. Inga underarter finns listade i Catalogue of Life.